# Lepturges comminus
Lepturges comminus is een keversoort uit de familie van de boktorren (Cerambycidae). De wetenschappelijke naam van de soort werd voor het eerst geldig gepubliceerd in 1977 door Miguel A. Monné.

## Verspreiding
Lepturges comminus komt voor in Peru.